# 桓石綏
桓 石綏（かん せきすい、生年不詳 - 410年）は、東晋末期の軍人。譙国竜亢県の人。東晋の征西大将軍桓豁の子。東晋・桓楚に仕え、桓楚成立後は東晋と戦い、敗れて討死した。桓楚最後の指導者｡

## 生涯
東晋に仕え、司徒左長史に任じられていた。
元興2年（403年）12月、桓楚が建国されると、左衛将軍・黄門郎に任じられた。
元興3年（404年）5月、桓玄が敗れると涂中へ逃走した。
建威将軍魏詠之・劉藩らと白茅で戦い、敗れた。
義熙2年（406年）12月、司馬国璠（司馬叔璠の兄）・陳襲らと兵を集めて胡桃山で挙兵した。左将軍劉毅は司馬劉懐粛を遣わして、桓石綏らを破った。
義熙6年（410年）9月、洛口で挙兵、荊州刺史を自称した。征陽県令王天恩が呼応、梁州刺史を自称した。桓石綏らは西城を攻略して、この地に拠った。梁州刺史傅歆は、その子の魏興郡太守傅弘之に討伐を命じた。傅弘之は桓石綏らを破り、桓石綏と王天恩は討死した。これにより、桓氏は滅亡した。

## 家系

### 父
- 桓豁

### 兄弟
- 桓石虔
- 桓石秀
- 桓石民
- 桓石生
- 桓石康